# Villa Smits
Villa Smits is een vrijstaande villa in Eibergen, ontworpen door architectenduo Gantvoort en Streek en gebouwd in opdracht van burgemeester G.H. Smits in 1904.

## Geschiedenis
De vrijstaande villa is gebouwd in 1904 in opdracht van G.H. Smits, burgemeester van Eibergen (1903–1915), de zoon van W.H. Smits. Na zijn overlijden op 26 maart 1924 liet hij zijn woonhuis, de bijbehorende grond en het Kerkloobos na aan de gemeente Eibergen om het in gebruik te nemen als gemeentehuis. De villa is gesitueerd op enige afstand, aan de noordzijde van de Grotestraat binnen de bebouwde kom van Eibergen. In 1987 plaatste de gemeente een haakvormig gebouw links achter de villa dat door middel van twee gangen met de villa verbonden was. Als gevolg van een gemeentelijke herindeling in 2005 ging Eibergen op in de gemeente Berkelland en verloor het pand de functie van gemeentehuis. In verband met een gemeentelijk herinrichtingsplan werd in 2014 het haakvormige gebouw gesloopt. De vrijstaande Villa Smits werd middels verschillende verkoopprocedures vervreemd door gemeente Berkelland met behoud van maatschappelijke functie.
Begin maart 2022 is de ingebouwde klok gerepareerd en terug geplaatst.De klok is gebouwd door Gustav Becker(Dld) en heeft een slagwerk met gong.
Klok is ingebouwd boven het haardvuur. De klok is van begin twintigste eeuw.
Het uurwerk is gerepareerd door Peter van de Waal uit Eibergen en heeft zelf een identieke klok in zijn bezit.

## Waardering
Villa Smits geniet bescherming als rijksmonument vanwege de "architectuurhistorische waarde als goed voorbeeld van een villa in art nouveau stijl met een kenmerkende asymmetrie in de gevels, variërende bouwvolumes en een zeer bijzonder interieur. De decoratieve elementen als het gebruik van verschillende kleuren verblendsteen, bewerkte hardsteen, glas-in-lood en plafondschilderingen zijn van hoge esthetische kwaliteit." Villa Smits is "van stedenbouwkundige waarde vanwege de centrale ligging in Eibergen" en "van cultuurhistorische waarde als voorbeeld van een voormalig gemeentehuis in art nouveau in eerste instantie gebruikt als burgemeesterswoning." Aan de voorgevel zit nog steeds het wapen van Eibergen.